# Psittirostre de Munro
Dysmorodrepanis munroi
Espèce
Statut de conservation UICN

 EX  : Éteint
Le Psittirostre de Munro (Dysmorodrepanis munroi) est une espèce d'oiseaux éteinte de la famille des Fringillidae.

## Systématique
Le genre Dysmorodrepanis a été instauré par Perkins d’après un seul exemplaire découvert à Lanai par Munro en 1913. Selon James et al. (1989), tout laisse croire que Dysmorodrepanis n’était pas limité à Lanai, les études de fossiles de nombreux drépanis ayant montré qu’ils occupaient jadis une plus grande répartition. Dysmorodrepanis était probablement présent aussi à Maui ou à Molokai, deux îles actuellement adjacentes mais reliées à Lanai il y a environ 17 000 ans. Pourtant aucun fossile de cette espèce n’a été trouvé à ce jour ni à Lanai, ni ailleurs.
La caractéristique majeure de ce genre est le bec pourvu d’un intervalle entre les deux mandibules, unique parmi les drépanis et même l’ensemble des fringillidés. Le bec est relativement fort, de type perroquet, avec la mandibule supérieure recourbée en crochet et l’inférieure courbée vers le haut, arrivant au milieu de la supérieure. James et al. (1989) ont analysé le plumage, le squelette, le crâne, le palais, le bec, la musculature et les articulations de la mâchoire. Le palais est similaire à celui de Psittirostra psittacea en plus court. Les pattes sont également proportionnellement plus courtes. L’étude du squelette, du crâne, de la musculature et des articulations de la mâchoire montre qu’il ne s’agit pas d’une forme aberrante mais bien d’un nouveau genre de drépanis spécialisé, proche de Psittirostra.
Selon James et al. (1989), les données anatomiques montrent que le bec de Dysmorodrepanis n’était pas souvent utilisé pour briser ou travailler des aliments durs. La forme et l’écartement des mandibules ne semblaient pas non plus adaptés à la capture d’insectes ou au glanage de petites graines. Le fait que l’estomac d’un individu était rempli de baies mûres (Munro 1960) a conduit les auteurs à imaginer que Dysmorodrepanis a pu utiliser ses mandibules comme une pince pour cueillir ou arracher des baies ou des fleurs, et l’intérieur non tranchant du bec pour les transporter ou les écraser. Un régime baccivore est peu susceptible d’engendrer un tel bec car de nombreuses espèces d’oiseaux consomment des baies et aucune n’a développé un bec aussi singulier. Une autre possibilité serait qu’il se nourrissait d’escargots terrestres, l’espace entre les mandibules servant à transporter ses proies. Puis il maintenait l’escargot dans le bec pendant que la langue extrayait le corps de la coquille. Le bec en crochet et l’intervalle entre les deux mandibules lui auraient permis de consommer des escargots d’assez grosse taille un peu comme le milan des marais Rostrhamus sociabilis avec l’escargot Pomacea bridgesii. Pure spéculation, disent certains. Le seul autre drépanis connu pour consommer des escargots est le po-o-uli masqué Melamprosops phaeosoma qui présentait un bec classique mais il ingérait la totalité de l’animal, corps et coquille après les avoir broyés. Selon Perkins (1919), la langue est non tubulaire, arrondie vers l’extrémité et pourvue de denticules microscopiques sur les bords.
Je pense, pour ma part, que la langue charnue et non tubulaire, et le fait que l’estomac était rempli de baies suggèrent un régime à dominante frugivore. J’ajoute que le plumage jaune verdâtre s’apparente à celui de Psittirostra mais le blanc de l’aile est caractéristique de Dysmorodrepanis. Le maintien du genre Dysmorodrepanis n’est peut-être pas justifié car la différence essentielle repose sur la forme du bec. Or, nous savons qu’il est très adaptatif et donc inutilisable pour la taxonomie comme le prouve la variation de cet organe au sein de familles très homogènes (Dorst 1971). Les études ostéologiques de James (1998, 2004) confirment cette proche parenté, Psittirostra occupant une position plus basale et ayant engendré Dysmorodrepanis puis Pseudonestor. L’analyse génétique de Fleischer et al. (2001), intégrant l’ADN de plusieurs spécimens éteints, révèle que Dysmorodrepanis munroi et Pseudonestor xanthophrys sont des espèces sœurs et confirme que Psittirostra psittacea est plus ancien.